# Kiefernstraße (Düsseldorf)
Die Kiefernstraße im Düsseldorfer Stadtteil Flingern-Süd ist eine Straße, die in den 1980er Jahren wegen Hausbesetzungen bekannt wurde. Mitte der 1980er Jahre wurde die Straße zudem in Verbindung mit der RAF gebracht. Heute leben die ehemaligen Hausbesetzer in regulären Mietverhältnissen.

## Lage
Die Kiefernstraße liegt am Rande von Flingern-Süd, an der Grenze zu Oberbilk. Die Straße verläuft von der Fichtenstraße etwa 180 Meter von Südwesten nach Nordosten, um dann nach Osten abzuknicken in Richtung Erkrather Straße, wo die Kiefernstraße nach weiteren 180 Metern endet. Die Straße bildet eine Insel der Wohnbebauung inmitten von Gewerbegebieten und stillgelegten Industriebetrieben. Von anderen Wohngebieten ist die Straße zudem durch zwei Hauptverkehrsstraßen, die Erkrather Straße und die Werdener Straße (B 8) sowie eine Güterverkehrsbahnlinie getrennt.

## Beschreibung
In der Kiefernstraße leben 800 Bewohner aus bis zu 45 Nationalitäten und verschiedensten sozialen Gruppen. Die ehemaligen Hausbesetzer leben auf der Straßenseite mit den ungeraden Hausnummern.

## Geschichte
Die Kiefernstraße wurde am 30. September 1902 eingeweiht. Es folgte die Bebauung mit Werkswohnungen für die „Düsseldorfer Eisen- und Drahtindustrie AG“, durch Fusion eine Abteilung der Klöckner-Werke, auf der Fichtenstraße. Das erstgenannte Haus für Fabrikarbeiter im Adressbuch in 1908 war die Nr. 1 an der Ecke zur Fichtenstraße mit der Jacques Piedboeuf GmbH als Eigentümer, Nr. 2 und 4 folgten ein Jahr später. 1910 waren die Häuser mit den Nr. 3 bis 37 sowie die Nr. 6 bis 12 vom Bauunternehmer Joseph Müller fertiggestellt und die ersten Wohnungen konnten bezogen werden. 1975, nach der Werksstilllegung, gingen die Häuser in städtischen Besitz über. Die damalige Stadtplanung sah an der Stelle ein neues Gewerbegebiet vor, dem die Häuser zu weichen hatten. Ab 1977 wurde mit der Entmietung begonnen, obwohl bezahlbarer Wohnraum in Düsseldorf knapp war. 1981 waren bereits über 100 Wohnungen von den ursprünglichen Bewohnern verlassen worden, als das Sozialamt überwiegend aus Afrika stammende Flüchtlinge in einige Wohnungen einwies.
Daraufhin wurden 60 Wohnungen von Wohnungssuchenden besetzt. Nach Verhandlungen mit der Düsseldorfer Initiative „Aktion Wohnungsnot e.V.“ legalisierte die Stadt die Besetzungen durch Nutzungsverträge, wies gleichzeitig jedoch darauf hin, dass weitere Besetzungen nicht hingenommen werden würden, da die Wohnungen für Flüchtlinge benötigt würden. In der Folge kam es zu weiteren Besetzungen. Die Stadt wehrte sich mit Strafanzeigen wegen Nötigung und Hausfriedensbruchs.
In Zusammenarbeit mit dem benachbarten alternativen Kommunikationszentrum ZAKK wurden über 600 Unterschriften von Bewohnern der Kiefernstraße gesammelt und die Forderung an die Stadt gerichtet, die Straße zu erhalten, die Stadtplanung zu überdenken und die Wohnungen an die Bewohner zu übergeben. Die Stadt unternahm weiter nichts, während die Bewohner begannen, den über Jahre vernachlässigten Wohnungsbestand zu sanieren. 1982 kam es im übrigen Stadtgebiet zu Räumungen besetzter Häuser, und einige der dortigen Bewohner siedelten in die Kiefernstraße um.
Am 2. August 1986 wurde das RAF-Mitglied Eva Haule zusammen mit zwei Bewohnern der Kiefernstraße in Rüsselsheim verhaftet. Daraufhin folgte eine Großrazzia mit 800 Polizisten, die weitere Razzien, Demonstrationen und Polizeieinsätze im Laufe des nächsten Jahres nach sich zog. Zeitweise war die Straße von der Polizei abgesperrt. 1987 schloss die Stadt Mietverträge mit den Hausbesetzern ab.
Ein großer Teil der Mietverträge sollte zum 30. November 2008 ablaufen, was zu Unsicherheiten unter den Bewohnern führte. Im September 2008 wurden die Mieter informiert, dass die Verträge bis auf Weiteres weiterlaufen würden.
An der Ecke Erkrather Straße sind 2007 auf einem ehemaligen Parkplatz eines benachbarten und inzwischen geschlossenen Henkel-Werkes neue Sozialbauten errichtet worden, daneben die Drive-In-Filiale einer Hamburgerkette. In die frühere Arbeiterkneipe „Schwan“ ist ein portugiesisches Restaurant eingezogen, und in Sicht- und Laufweite der Kiefernstraße entstand der neue Komplex des Düsseldorfer Amts- und Landgerichts. Auf dem an die Straße angrenzenden Gelände „Oronto“ wurde im März 2010 ein großes Fachmarktzentrum eingeweiht, das mittlerweile geschlossen wurde. Die Räumlichkeiten werden nun von einem Möbeldiscounter genutzt.
Im Knick der Kiefernstraße hinter den Häusern der früheren Hausbesetzer befindet sich eine Bauwagensiedlung, in der im Herbst 2021 elf Erwachsene und Kinder lebten.

## Sehenswürdigkeiten und Besonderheiten

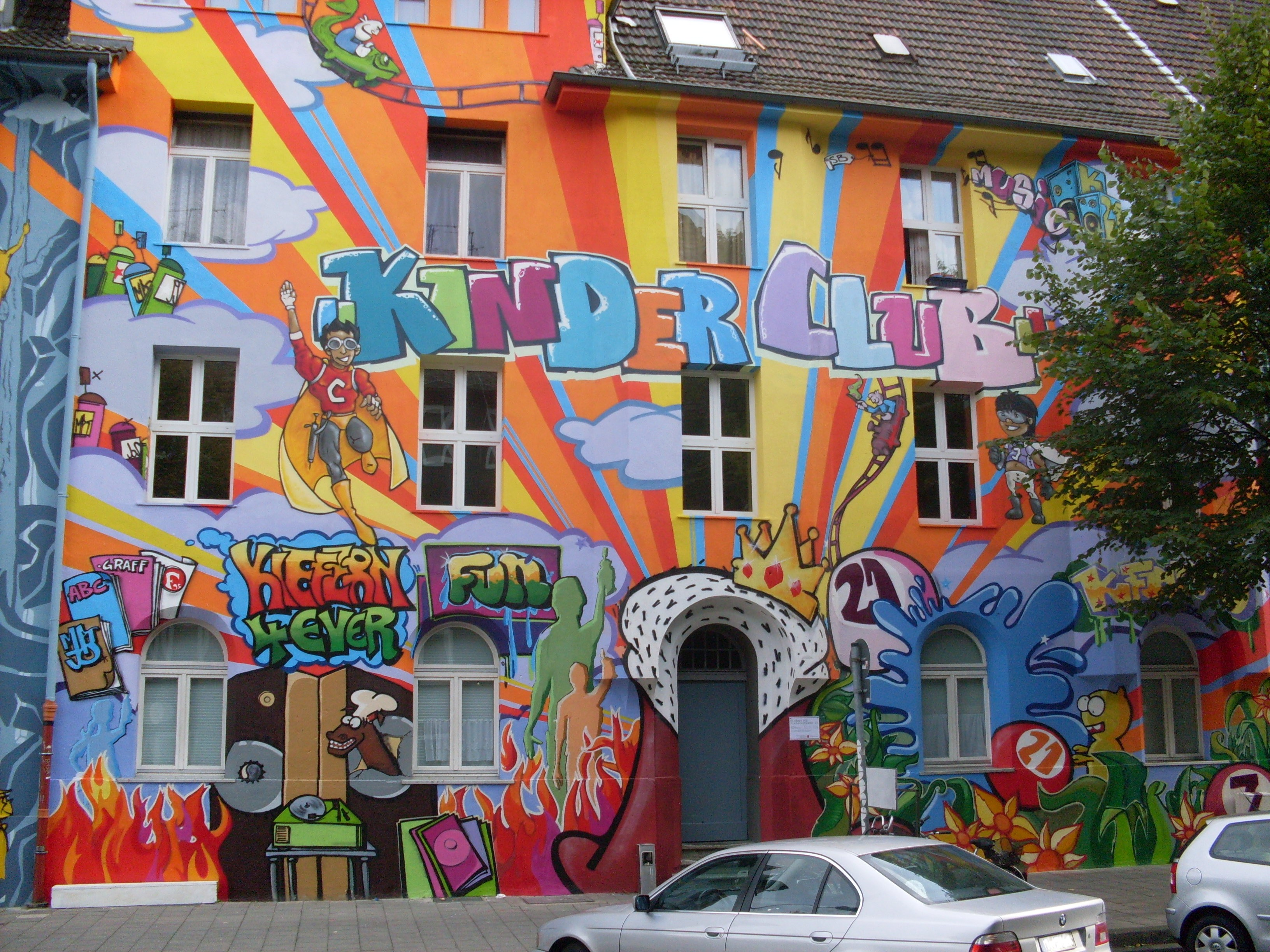
„Kinderclub“

- Die Fassaden der Häuser mit ungeraden Hausnummern wurden künstlerisch auf einer Länge von über 200 Metern im Streetart-Stil gestaltet.
- Im Haus Nr. 4 befindet sich die Begegnungsstätte „Kulturbureau Kiefernstrasse“ (K4).
- Im Haus Nr. 21 befindet sich das Tonstudio „K21 Music“.
- Im Haus Nr. 23 befindet sich der letzte Düsseldorfer Punk-Club, das AK 47 (ehemals Nix Da).
- Im Haus Nr. 35 befindet sich das „Red House“.
- Für Kinder und Jugendliche sind mehrere Quarterpipes auf der Straße installiert.
- Alle drei bis vier Jahre findet ein großes Straßenfest statt. Daneben gibt es zahlreiche unregelmäßige Veranstaltungen.